# Cadillac Mountain
Pour les articles homonymes, voir Cadillac.
Cadillac Mountain est le point culminant de l'île des Monts Déserts. Avec ses 466 mètres d'altitude, il constitue aussi le plus haut point du comté de Hancock.

## Étymologie
Cadillac Mountain tire son nom de celui de Antoine de Lamothe-Cadillac, aventurier et explorateur français qui reçut le littoral de cette région en fief en 1688. Jusqu'en 1918, il était connu sous le nom de Green Mountain.

## Histoire
Un hôtel a été construit au sommet de Cadillac Mountain au XIXe siècle. Il a brûlé en 1895.

## Accès
Une voie ferrée permettait d'accéder au sommet entre 1883 et 1893. Aujourd'hui, il existe une route goudronnée et plusieurs sentiers de randonnée.

## Lever de soleil
En raison de son altitude et de sa position très à l'est, Cadillac Mountain est connue pour être le premier point des États-Unis à être éclairé par le soleil chaque matin. Cette réputation, qui amène de nombreux touristes, n'est toutefois avérée qu'en automne et en hiver.

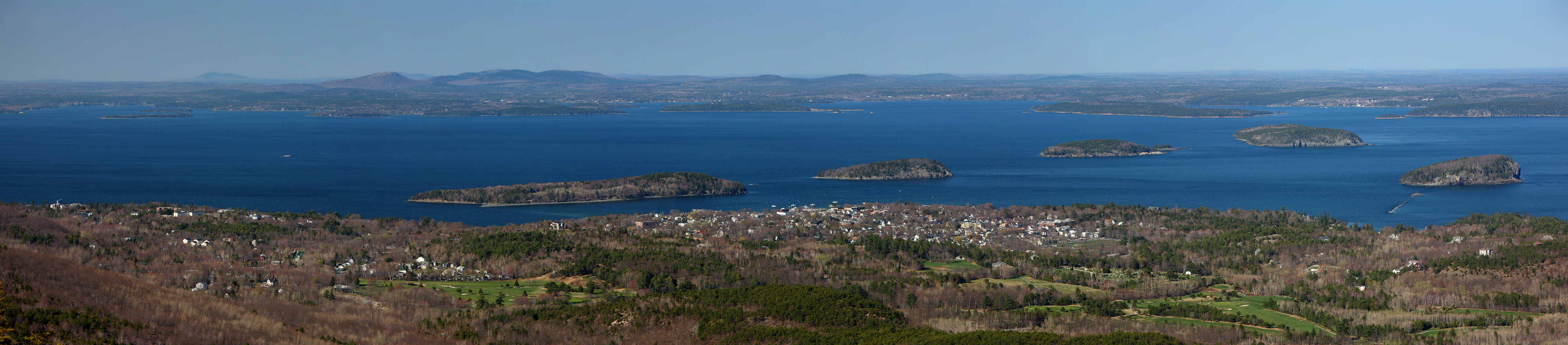
Vue de la Frenchman Bay et du parc national d'Acadia depuis le sommet de Cadillac Mountain.